# 佳能 EOS-1D

佳能 EOS-1D是佳能製造的數位單眼相機，为其EOS系列最高端的APS-H画幅1D系列的第一个数码版本。采用4.48 百萬 (4.16 百萬記錄畫素）的CCD感光元件，其面積达到28.7×19mm (實際焦距 ×1.3)，最大解析度为2460 × 1680。